# Adam Thorpe
Adam Thorpe (* 5. Dezember 1956 in Paris, Frankreich) ist ein britischer Schriftsteller zu dessen Werken Dramen, Kurzgeschichten und Lyrik zählen.

## Leben
Adam Thorpe wuchs in Indien, Libanon, Kamerun und England auf. Thorpes Vater Bernard Naylor Thorpe arbeitete für die Pan Am und seine Mutter Sheila Greenlees Thorpe für die NATO.
1979 schloss Thorpe sein Studium in Oxford (Magdalen College) ab. Dabei studierte er zusammen mit namhaften Poeten und Gelehrten wie John Fuller, Emrys Jones und Bernard O’Donoghue. Nach seinem Studium ging Thorpe an die Desmond Jones School of Mime und lernte Schauspiel. Zur selben Zeit war er Mitgründer des Equinox Travelling Theatre und tourte mit seiner Gruppe von 1980 bis 1986 durch die Berkshire-Wiltshire Gegend von England, wobei sie auch an lokalen Schulen Workshops anboten. Auch unterrichtete Thorpe Theater am East London College von 1983 bis 1987 und hielt Vorträge in Englisch an der Polytechnic of Central London von 1987 bis 1990. 1985 heiratete Thorpe und ging nach Frankreich. Thorpe hat drei Kinder.

## Werke und Wirken
Seine Werke brachten Thorpe weltweite Wertschätzung für ihren Experimentalismus ein. Sein Debüt, der Roman Ulverton (1992), wurde zum Bestseller, und ist ein Panorama-Bild der englischen Geschichte ländlichen Raumes. Ulverton wurde mit großem Erfolg veröffentlicht und der Schriftsteller John Fowles ließ in The Guardian (28. Mai 1992) verlauten: „(…) the most interesting first novel I have read these last years“. Das Werk besteht aus 12 lose zusammenhängenden Erzählungen über einen Zeitraum von 350 Jahren, in dem sich die Geschichte eines ländlichen Dorfes und seiner Bewohner abspielt. Verschiedene Erzählformen, von dichter Prosa über Dialekt zu Formen des modernen Drehbuchs kommen dabei zum Tragen. Nicht selten kam bei Ulverton in Rezensionen im Zusammenhang mit der sprachlichen Intensität ein Vergleich zu James Joyce’ Ulysses auf. Noch immer wird Ulverton das Zeug zum modernen Klassiker zugesprochen und ist Untersuchungsgegenstand der Anglistik. Das Buch gewann den Winifred Holtby Memorial Prize im Jahr 1992. Ulverton, oft für nicht übersetzbar gehalten, wurde in mehreren Sprachen veröffentlicht, wobei der deutsche Übersetzer Hans Wolf für Ulverton den Ledig-Rowohlt-Übersetzerpreis erhielt.
Thorpes kosmopolitischer Hintergrund und sein Wohnsitz in Frankreich spiegeln sich neben der Lyrik auch immer wieder in seinen zahlreichen Romanen und Kurzgeschichten wider, wobei vor allem Europa und Großbritannien im Speziellen einer kritischen Betrachtung unterliegen.
So ist auch sein 2007 erschienener Roman Between Each Breath (Taktverschiebung) ins Deutsche übersetzt worden und stellt eine kritische Betrachtung der britischen Gesellschaft dar.
Der 2004 erschienene Roman The Rules of Perspective (Die Regeln der Perspektive) wurde ebenfalls ins Deutsche übersetzt und ist zugleich ein Kriegsroman, wie auch Kunstphilosophie. Die Handlung spielt sich in einem deutschen Museum während des Zweiten Weltkrieges ab und konfrontiert die Kunst mit einer Extremsituation. Thorpes Roman Hodd ist 2009 erschienen. Hodd rollt das Mysterium um Robin Hood von neuem auf, bietet über 400 Fußnoten, hält einige Überraschungen bereit und präsentiert sich als die Übersetzung einer lateinischen Handschrift.
Thorpe schreibt auch Kurzgeschichten u. a. für die BBC (Radio) und beteiligte sich 2009 unter anderem an dem Projekt „Parc stories – stories from the Royal park“, an dem acht namhafte britische Schriftsteller beteiligt waren und jeweils zu einem von acht Londoner Pärken eine Kurzgeschichte verfassten. Adam Thorpe war in diesem Zusammenhang mit der Kurzgeschichte Direct Hit für den Hyde Park zuständig.

## Auszeichnungen
- 1985: Eric Gregory Award
- 1988: Whitbread Poetry Award (shortlist)  Mornings in the Baltic
- 1992: Winifred Holtby Memorial Prize  Ulverton
- 2007: Forward Poetry Prize (Best Poetry Collection of the Year) (shortlist) Birds with a Broken Wing
- 2008: National Short Story Prize (shortlist)
- 2010: Walter Scott Prize (shortlist)  Hodd[1]

## Werke
- Mornings in the Baltic (1988) (Lyrik)
- Meeting Montaigne (1990) (Lyrik)
- Ulverton (1992) (Roman)
- Still (1995) (Roman)
- Pieces of Light (1998) (Roman)
- From the Neanderthal (1999) (Lyrik)
- Shifts (2000) (Kollektion Kurzgeschichten)
- Nineteen Twenty-One (2001) (Roman)
- No Telling (2003) (Roman)
- Nine Lessons From the Dark (2003) (Lyrik)
- The Rules of Perspective (2005) (Roman)
- Is This The Way You Said? (2006) (Kollektion Kurzgeschichten)
- Between Each Breath (2007) (Roman)
- Birds with a Broken Wing (2007) (Lyrik)
- The Standing Pool (2008) (Roman)
- Hodd (2009) (Roman)[1]
- Flight (2012) Thriller. Jonathan Cape, London.
- Missing Fay (2017) Roman. Jonathan Cape, London.